# Radio Goethe
Radio Goethe ist eine von Arndt Peltner produzierte Hörfunk-Sendung, die mittlerweile von über 40 Radiosendern vor allem in den USA und Kanada, aber auch in Osteuropa und Namibia ausgestrahlt wird. In ihr wird nahezu ausschließlich Musik von Bands aus Deutschland, Österreich und der Schweiz gesendet. Den größten Anteil stellt dabei die deutschsprachige Musik, es werden aber auch englischsprachige deutsche Bands den Hörern vorgestellt.

## Geschichte
Radio Goethe ist seit 1996 auf Sendung. Zunächst wurde es jeden Donnerstagabend vom Collegesender der University of San Francisco, KUSF, ausgestrahlt, der insbesondere beim jungen Publikum in Kalifornien sehr beliebt ist und mehrere hunderttausend Hörer erreicht. Aufgrund des großen Erfolges nahmen in der Folge zunächst verschiedene andere Collegesender in den USA und Kanada die Sendung in ihr Programm auf, später folgten auch andere Radiostationen. Auch in das Programm verschiedener osteuropäischer Radiosender wurde Radio Goethe aufgenommen. Mittlerweile ist es auch bei einzelnen Sendern im deutschen Sprachraum zu hören.

## Inhalt
Präsentiert wird insbesondere die deutsche Musikszene. Es werden verschiedene Musikgenre vorgestellt. Besonders in der Anfangsphase des Senders wurden vorwiegend Bands wie Rammstein, Die Krupps und Wolfsheim vorgestellt. Radio Goethe hat zur Bekanntheitssteigerung insbesondere der Neuen Deutschen Härte in den USA beigetragen, wo nicht nur die weltweit erfolgreiche Band Rammstein, sondern auch Musiker wie Joachim Witt oder Megaherz, zunehmend auch kommerziell erfolgreich sind. Auch Themen der deutschen Musikgeschichte werden behandelt, so wurde zum Beispiel eine 40-minütige Sondersendung zur Geschichte des Liedes Die Moorsoldaten produziert. Außerdem wird wöchentlich ein englischsprachiges Magazin ausgestrahlt, in dem Themen der deutschen Politik und Kultur behandelt werden.

## Unterstützung
Radio Goethe wird vom deutschen Generalkonsulat und vom Goethe-Institut unterstützt.
Für herausragende kulturelle Arbeit im Ausland wurde Arndt Peltner 2004 das Bundesverdienstkreuz am Bande verliehen.